# Microchrysa nigricoxa
Microchrysa nigricoxa är en tvåvingeart som först beskrevs av Lindner 1936.  Microchrysa nigricoxa ingår i släktet Microchrysa och familjen vapenflugor.
Artens utbredningsområde är Madagaskar. Inga underarter finns listade i Catalogue of Life.